# Ольшанка (Романовский район)
Ольшанка (укр. Ольшанка) — село на Украине, основано в 1870 году, находится в Романовском районе Житомирской области.
Население по данным 2025 года составляет 90 человек. Почтовый индекс — 13000. Телефонный код — 4146. Занимает площадь 39,8 км².

## Адрес местного совета
13002, Житомирская область, Романовский р-н, с.Ольшанка